# ペッレグリーノ・ロッシ

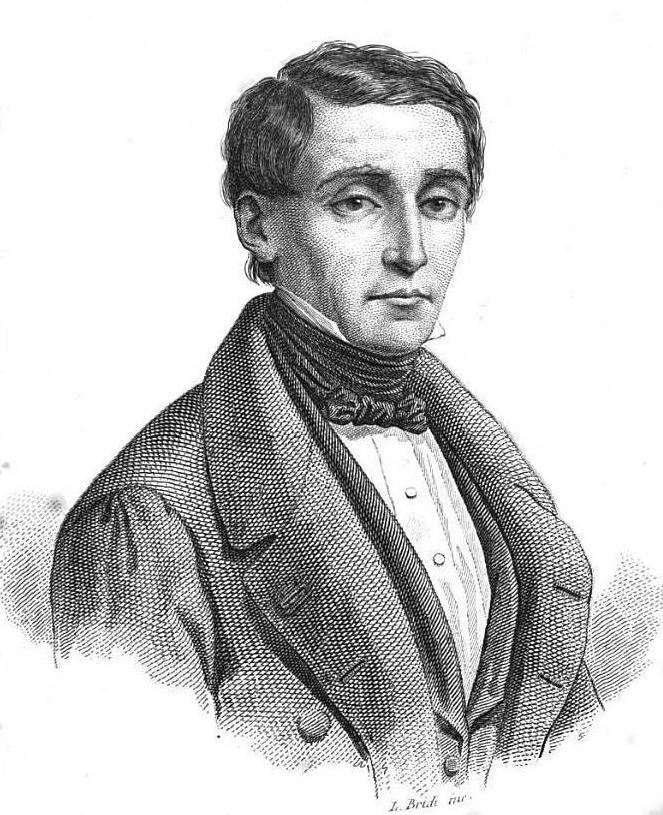
ペッレグリーノ・ロッシ

ペッレグリーノ・ロッシ (イタリア語: Pellegrino Rossi　1787年7月13日 – 1848年11月15日) は、イタリアの経済学者、政治家、法学者。フランスの七月王政に協力し、後にピウス9世の元で教皇領の政治を担った。

## 生涯
ロッシはマッサ＝カッラーラ公国のカッラーラで生まれた。ピサ大学、ボローニャ大学で学び、1812年にボローニャ大学の法学教授となった。1815年にナポリ王ジョアッキーノ1世（ジョアシャン・ミュラ）がナポレオン・ボナパルトのエルバ島脱出に呼応してオーストリアと開戦した際、ロッシはこれに参加したが、トレンティーノの戦いで敗北したナポリが崩壊するとフランスへ亡命した。その後ジュネーヴ大学でローマ法を教え始めて成功し、ジュネーヴ市への帰化を認められるという栄誉を得た。1820年にカントン代議士に選出され、1832年には憲法改正案の起草を委託された。彼が作成したいわゆるロッシ法（Pacte Rossi）は、しかし政府の多数派によって却下された。深く失望したロッシは、フランソワ・ピエール・ギヨーム・ギゾーの招きに応じてフランスに戻った。
1833年、ロッシは前年に死去したジャン＝バティスト・セイの後任として、コレージュ・ド・フランスの政治経済学の教授となった。1834年にフランス市民権を得て、パリ大学法学部の憲法の教授となった。1836年、モラルと政治学アカデミーのメンバーに選ばれ、1839年に貴族階級を与えられ、1843年に法学部のディーンとなった。
1842年、ロッシは後の政治経済学会につながる最初の会合の一員となった。
1845年、七月王政の指導者となっていたギゾーによってロッシを駐教皇領大使に任じられ、イエズス会に関する問題について教皇ピウス9世と交渉する任務に着手した。しかし1848年、二月革命でギゾー政権と七月王政が倒され、さらに革命がイタリアにも波及したことで、ロッシはフランスとの連絡を絶たれてしまった。ローマに留まったロッシはピウス9世の元で教皇領国家の内務大臣となり、保守的自由主義による改革の計画を立てた。これは裕福な国民に参政権を与えるものであったが、経済的・社会的な混乱の元ではあまり反響が生まれなかった。
11月15日、ロッシはカンチェッレリア宮での議会の開会時に、階段で首を刺され殺害された。ピウス9世も市民軍に軟禁されて24日にガエータへ逃れ、ローマ共和国の建国が宣言された。
ロッシの暗殺犯はアンジェロ・ブルネッティの長男ルイージ・ブルネッティとされている。カルボナリのピエトロ・ステルビーニによる新聞を介した宣伝に乗り、ロンバルディアでのベテラン活動家たちの協力を受けての犯行だった。元老院はロッシの死にほとんど悲しみを示さなかった。事件の夜、群衆がロッシの未亡人がいる家に押しかけて「ロッシを刺した手に祝福を(Blessed is the hand that stabbed the Rossi)」と連呼した。ステルビーニは1849年のローマ共和国で重要な役割を果たしたが、共和国が崩壊すると亡命を余儀なくされた。1854年に開かれた裁判で、ガブリエーレ・コンスタンティーニなる男が有罪判決を受け、処刑された。
カッラーラ市にはロッシの記念像が建てられている。

## 主な著作
- Cours d'économie politique (1838年 – 54年)
- Traité de droit pénal (1829年)
- Cours de droit constitutionnel (1866年 – 67年)
- Melanges d'économie politique, d'histoire et de philosophie (1857年, 2巻)